# Пророссийские волнения в Харькове (2014)

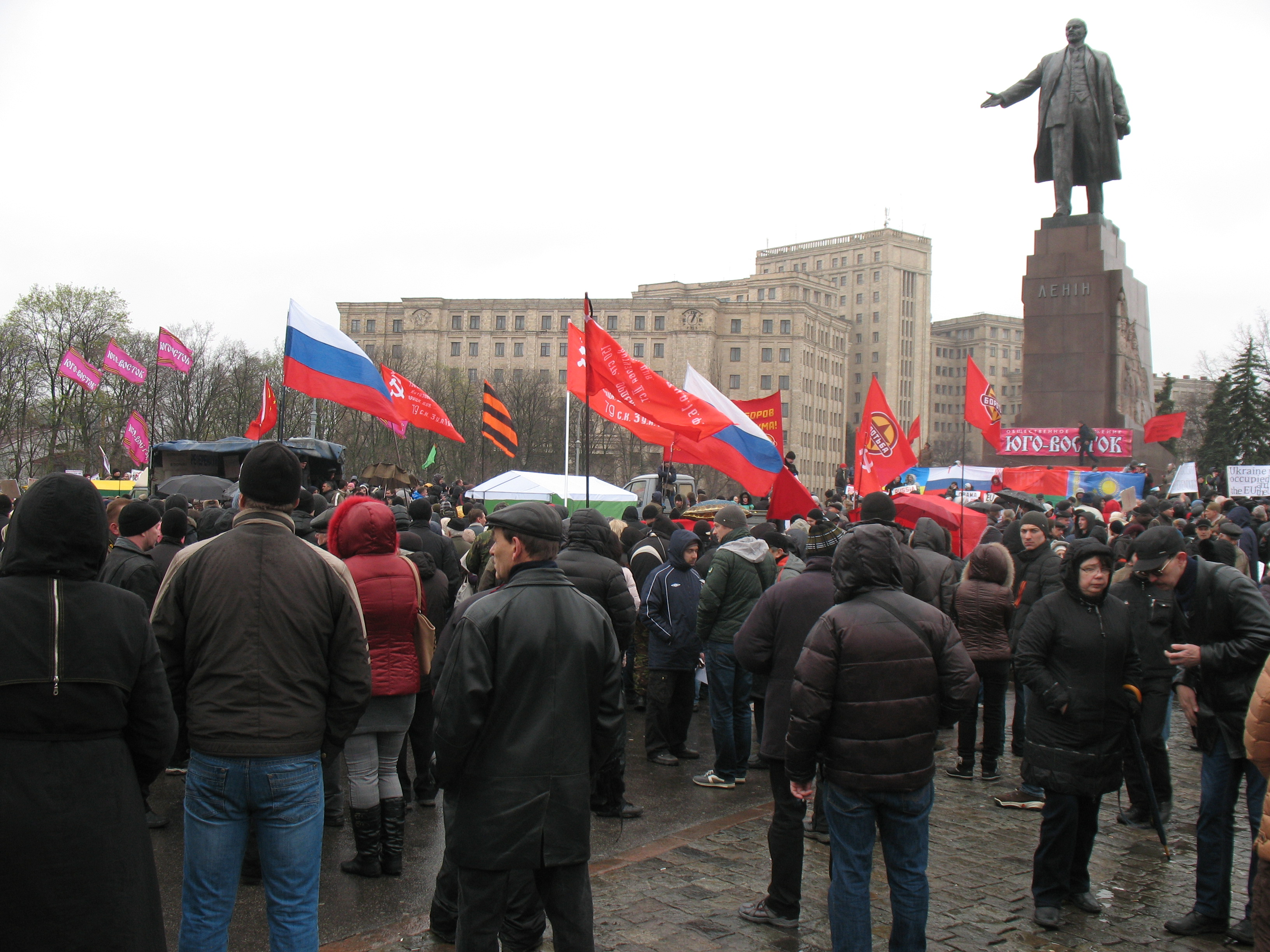
Пророссийский митинг в апреле 2014

Пророссийские волнения в Харькове — эпизод волнений на юго-востоке Украины в 2014 году, последовавших за Евромайданом и аннексией Крыма Россией. Изначально начавшиеся как акции противников Евромайдана, с 1 марта 2014 года протесты стали приобретать пророссийский сепаратистский характер. Кульминацией волнений стало объявление о создании «Харьковской народной республики» 7 апреля; аналогичные события в то же время происходили в Донецке и Луганске. В отличие от двух последних городов, в Харькове украинским властям удалось быстро подавить сепаратистское движение и сохранить полный контроль над областью.

## Предыстория
22 февраля Верховная рада приняла постановление о том, что Янукович «неконституционным образом самоустранился от осуществления конституционных полномочий» и не выполняет свои обязанности, а также назначила досрочные президентские выборы на 25 мая 2014 года и сменила членов правительства.
Верховная рада также проголосовала за отмену закона «Об основах государственной языковой политики» от 3 июля 2012 года, что вызвало волнения в некоторых юго-восточных городах, и хотя 27 февраля Александр Турчинов наложил вето на это решение и поручил сформировать Специальную временную комиссию для незамедлительной подготовки нового языкового закона, ущерб уже был нанесён. Участники протестных акций тревожились относительно исключения русскоязычных из общенационального политического процесса и требовали наделить русский язык статусом второго государственного.
В этот же день во Дворце спорта Харькова состоялся съезд депутатов всех уровней из юго-восточных регионов. Хоть изначально в СМИ распространялись версии того, что на нём может выступить экс-президент Виктор Янукович, который объявил бы о продолжении политической борьбы, в итоге этого не произошло, а сам съезд ни к чему не привёл. После окончания съезда сторонники Евромайдана мирно заняли здание Харьковской областной администрации, в которое их впустил заместитель губернатора Василий Хома.

### Аннексия Крыма
В Крыму началась протестная мобилизация населения, инициированная в основном местными жителями, но подогреваемая и организуемая российскими спецслужбами. Пророссийская партия «Русское единство» инициировала создание сил самообороны, а российские агенты организовали и координировали их. Их участниками стали как местные жители, набранные пророссийскими группами, так и члены местных ОПГ, набранные при помощи российских спецслужб.
23 февраля российские регулярные войска начали действовать на территории Крыма. 27 февраля бойцы российского спецназа захватили здания Верховного совета АР Крым и Совета министров автономии, подняли над ними российские флаги и забаррикадировали подступы к зданиям, после чего депутаты в заблокированном здании, собравшиеся на внеочередное пленарное заседание, проголосовали за отставку прежнего Совета министров, назначили новым руководителем правительства Сергея Аксёнова и объявили о проведении в Крыму референдума «по вопросам усовершенствования статуса и полномочий» региона. 1 марта Аксёнов заявил о переподчинении непосредственно себе силовых структур на территории АР Крым.
Референдум о статусе Крыма состоялся 16 марта, 17 марта на основании результатов референдума и Декларации о независимости, принятой 11 марта, была в одностороннем порядке провозглашена суверенная Республика Крым, в состав которой вошёл Севастополь в качестве города с особым статусом. 18 марта был подписан договор между Российской Федерацией и Республикой Крым о принятии Республики Крым в состав России, в соответствии с которым в составе России были образованы новые субъекты — Республика Крым и город федерального значения Севастополь.

## Хронология

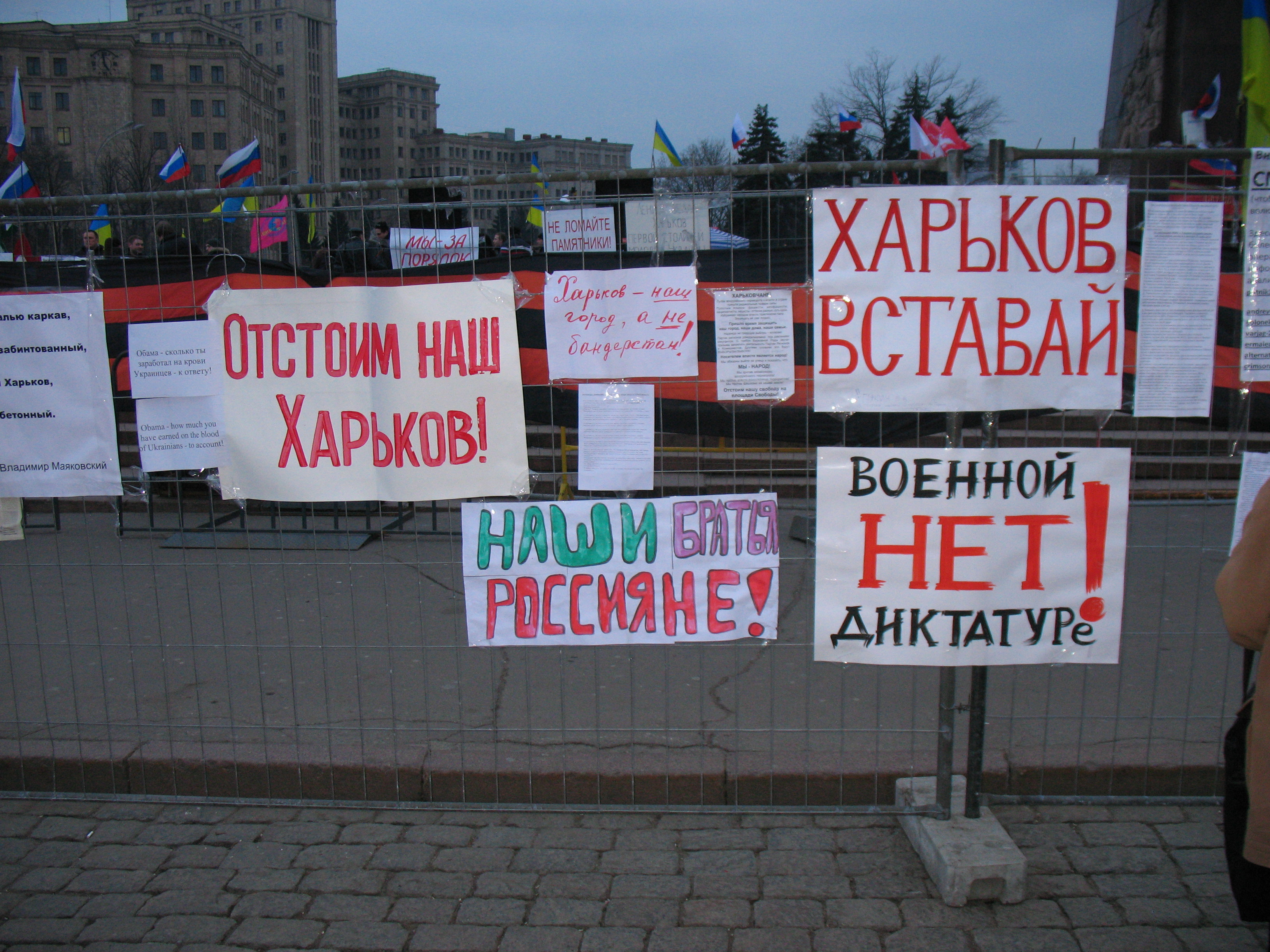
Харьков, 1 марта. Ограждение около памятника Ленину

1 марта активисты Антимайдана штурмом захватили здание областной администрации, после чего москвич, называвший себя Микой Ронкайненем, установил на крыше российский флаг. Во время штурма были травмированы 97 человек, два человека получили ранения из травматического оружия. Пророссийские активисты попытались устроить самосуд над сторонниками Евромайдана, избивая и издеваясь над ними в «коридоре позора».
В ночь с 14 на 15 марта к палаточному лагерю активистов Антимайдана, располагавшемся около памятника Ленину на площади Свободы, подъехал микроавтобус пророссийского бойцовского клуба «Оплот», из которого неизвестные люди бросили петарды и распылили слезоточивый газ, после чего автомобиль прибыл на улицу Рымарскую, где располагался офис «Просвещения» и организации «Патриот Украины», возглавляемой на тот момент Андреем Билецким. «Оплот» атаковал забаррикадировавшихся в офисе членов «Патриота Украины». В результате перестрелки погибли двое членов «Оплота». По состоянию на 2015 год, двое активистов Антимайдана получили условные сроки за ношение незарегистрированного оружия, а расследование об умышленном убийстве продолжалось и было затруднено тем, что большая часть участников перестрелки пребывали в зоне АТО.

### Захват здания областной администрации

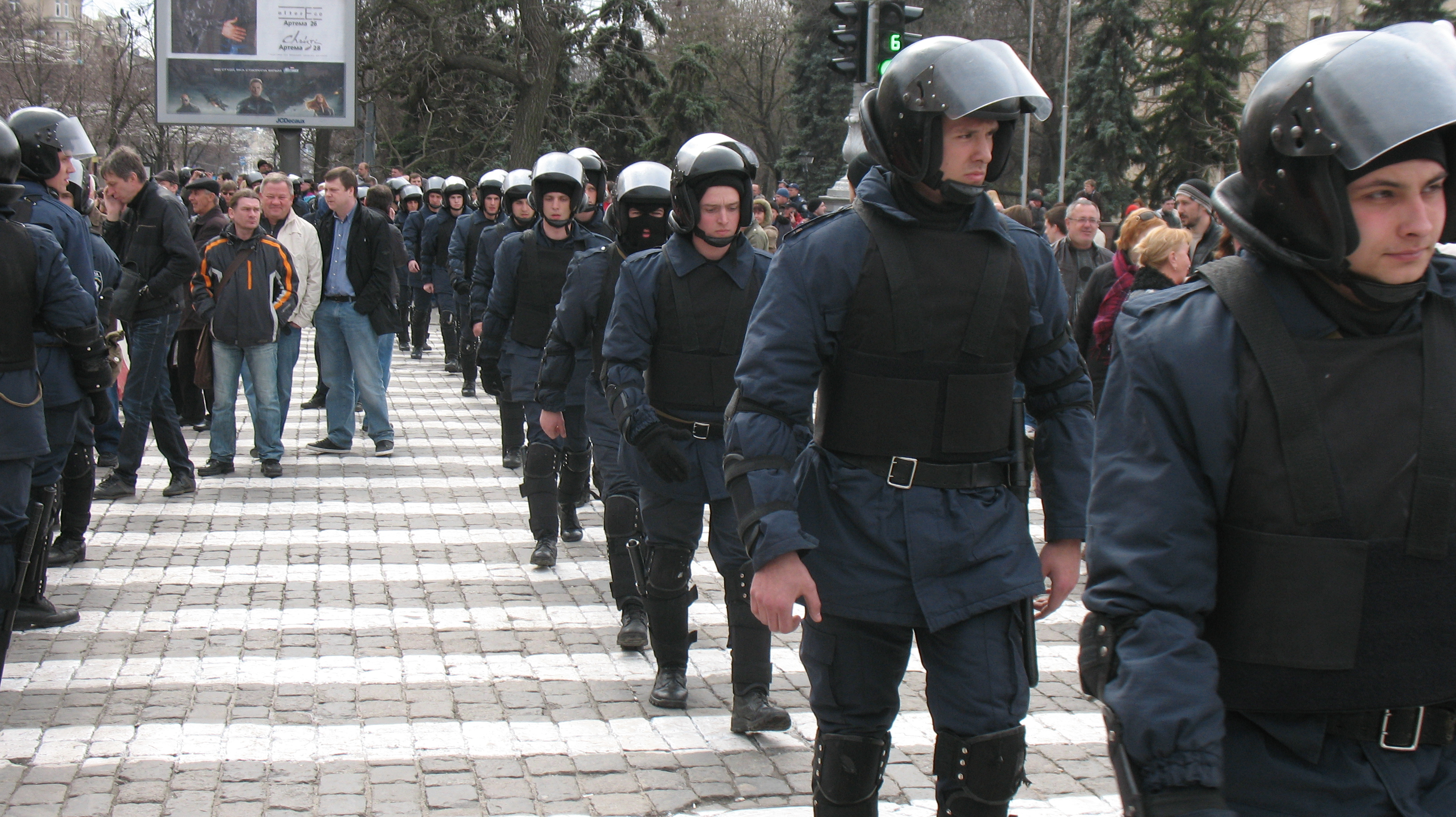
Люди в форме МВД перед штурмом здания администрации. 7 апреля 2014 года

6 апреля, в день захвата пророссийскими сепаратистами зданий Донецкой администрации и арсенала СБУ в Луганске, на вече Антимайдана был выдвинуть ультиматум к областному совету с требованием до 21:00 собраться на внеочередную сессию. По истечении срока здание Харьковской обладминистрации было захвачено под звучавшую со сцены митинга советскую песню «Священная война», при этом кордон милиции у здания выстоял всего несколько минут. По словам одного из участников протеста Сергея Юдаева, это было связано с предварительной договорённостью активистов с офицерами МВД на беспрепятственное прохождение внутрь здания.
7 апреля представители правительства Украины отправились в областные центры на переговоры с сепаратистами, захватившими административные здания; в Харьков отправился министр внутренних дел Арсен Аваков. В это время в Харькове местная власть пыталась самостоятельно урегулировать конфликт, в результате чего удалось сосредоточить активистов в холле здания администрации и подписать совместный протокол действий.
Однако ещё до окончания переговоров, около 19:00 на сцене митинга объявили о создании «альтернативного областного совета» и сформировали список из 150 «депутатов». Около 20:00 координатор организации «Русский восток» Антон Гурьянов в вестибюле администрации без согласования с другими активистами Антимайдана зачитал «Акт о провозглашении государственной самостоятельности Харьковской народной республики», который был утверждён голосованием руками среди самопровозглашённых депутатов. Оглашение произошло через несколько часов после аналогичного акта в Донецке, а документ являлся копией акта о провозглашении ДНР; сам Гурьянов заявил, что это не было скоординированное действие, но идея оглашения «Харьковской народной республики» у него возникла из-за событий в Донецке.
Вечером того же дня пророссийские активисты провели новый штурм здания администрации, отличавшийся от предыдущего агрессией с применением пиротехники и коктейлей Молотова. Собеседники Русской службы Би-би-си из числа сторонников Антимайдана сообщили, что штурмовавшая здание группа активистов в масках отличалась своим поведением от остальных протестующих: прочие участники протеста не проявляли никакой агрессии и насилия по отношению к сотрудникам милиции.
По словам губернатора Игоря Балуты, за час до штурма в его кабинет поступил звонок от депутата российской Государственной думы Владимира Жириновского: «Суть разговора такова. Он говорит: надеюсь, вы не будете жестоко обращаться с русскоязычными, пророссийски настроенными гражданами. Я отвечаю: вешать на столбах их никто не будет, все будет элегантно. Посмеялись».
Здание администрации было захвачено к полуночи, и активисты обустроились для длительного нахождения там, в том числе — для обороны. Правоохранительные органы во главе с министром внутренних дел Арсеном Аваковым и командующим Внутренними войсками Украины Степаном Полтораком, опасаясь усугубления ситуации с сепаратизмом, приняли решение провести силовой штурм здания, а харьковский аэропорт был взят под контроль спецназом для недопущения высадки российского десанта. Вместо харьковской милиции к штурму привлекли спецподразделение «Ягуар» из Винницкой области, которое в тот момент находилось в Харькове случайно и направлялось на ротацию в Славянск.
Комплексная спецоперация, включавшая, помимо силовых методов, дезинформацию находившихся внутри людей, была проведена утром 8 апреля и окончилась за 15 минут без применения огнестрельного оружия. В результате правоохранительные органы восстановили контроль над зданием и задержали 74 человека, из которых 63 являлись фигурантами дел за участие в массовых беспорядках. В отличие от захватов правительственных зданий в Донецке и Луганске, где сепаратисты были вооружены тяжелым оружием, активисты в Харькове не были вооружены.

### Попытки продолжения волнений
13 апреля был собран новый митинг Антимайдана: несколько тысяч человек направились к городскому СИЗО, в котором удерживали участников захвата здания администрации. По словам одного из активистов в интервью Русской службе Би-би-си, изначально планировался новый штурм администрации, а к СИЗО толпа протестующих направилась из-за разногласия лидеров митинга. К зданию же администрации пришло несколько сотен человек, включая самопровозглашённых «депутатов» «Харьковской народной республики», с которыми на переговоры вышел городской голова Харькова Геннадий Кернес, однако конструктивный диалог между сторонами не состоялся, из-за чего митингующие просто разошлись.
В ночь на 21 апреля на площади Свободы началось обустройство нового палаточного лагеря с привлечением грузовых автомобилей для подвоза стройматериалов и мешков с песком. По словам губернатора Игоря Балуты, лагерь простоял семь часов и был снесён местной милицией.

## Требования и идеология Антимайдана
Русская служба Би-би-си отметила, что в палаточном лагере около памятника Ленину располагались активисты разных идеологий и политических взглядов, которых объединяли лишь скептицизм по отношению к новой власти и непринятие Евромайдана, из-за чего активистов нельзя было обобщить как пророссийских. Так, различия во взглядах в определённый момент привели к параллельному существованию сразу двух митингов Антимайдана на площади Свободы.
По словам активиста Антимайдана Андрея Бородавки, хоть на митинге и возникло предложение о проведении референдума, изначально речь шла не о самоопределении какого-либо региона, а о федерализации, особом статусе для Харьковской области, и признании русского языка как второго государственного. По словам губернатора Харьковской области Игоря Балуты, из-за того, что украинское законодательство не позволяет проводить местные референдумы, активисты, по аналогии с событиями в Крыму, начали требовать внеочередную сессию областного совета, на которой, по их задумке, должны были назначить референдум и избрать временное правительство области.
По словам Андрея Бородавки, захват здания областной администрации 1 марта дискредитировали Антимайдан, представив события не как протест против новой киевской власти, а как сепаратистское движение. Анонимный активист Антимайдана в интервью Русской службе Би-би-си сказал, что поднятие российского флага над ОГА деморализовало некоторых сторонников Антимайдана, так как это действие не соответствовало их взглядам. «Акт о провозглашении государственной самостоятельности Харьковской народной республики» координатора организации «Русский восток» Антона Гурьянова, который тот огласил 7 апреля, не был согласован с другими лидерами Антимайдана, а идея провозглашения «народной республики», по словам Гурьянова, возникла у него спонтанно в связи с событиями в Донецке тем же днём.

## Причины провала сепаратистов
В Харькове, в отличие от Луганска и Донецка, движение сепаратистов было подавлено. Переломным моментом стал резкий штурм захваченной ОГА 8 апреля. В отличие от захватов правительственных зданий в Донецке и Луганске, где сепаратисты были вооружены тяжелым оружием, активисты в Харькове не были вооружены. По мнению историка Андрея Портнова, роль могли сыграть личные привязанности руководителей штаба правоохранительных органов к городу: Степан Полторак с 2002 года был начальником Национальной академии Внутренних войск в Харькове, а Арсен Аваков был председателем Харьковской ОГА в 2005—2010 годах.
По мнению Портнова, сценарий «народной революции» не был реализован из-за стабильности жестокого противостояния местных сторонников Майдана и Антимайдана, которую, в том числе, обеспечили местные футбольные фанаты, продемонстрировавшие высокую организованность и стремление подавлять оппонентов. Также Портнов указал на то, что сепаратисты в Харькове были изолированы от внешней подпитки своевременными действиями правоохранительных органов: харьковский аэропорт был заблокирован, а в операциях были задействованы лояльные новому правительству группы спецназа из других регионов.
Портнов, а также политологи Балаш Ярабик и Наталья Шаповалова, отметили роль городского головы Харькова с криминальным прошлым и члена партии сбежавшего президента Геннадия Кернеса, которого журналист Питер Померанцев описал как «изменчивого, но не меняющегося человека». В 2004 Кернес поддержал Оранжевую революцию, но потом ушёл к «Партии регионов», являвшейся противоборствующей стороной в политическом кризисе. В 2014 году Кернес изначально являлся противником Евромайдана, однако, уже после побега президента Виктора Януковича, после короткой поездки в Россию Кернес вновь сменил политическую сторону, поддержав новую власть в Киеве. Спустя несколько недель на Кернеса осуществили покушение, мотивы которого остались неизвестными.
Ярабик и Шаповалова указали на историческую тенденцию лояльности харьковских элит центральной власти. По их мнению, харьковские бизнесмены и политические деятели демонстрируют манеру поведения, заключающуюся в сотрудничестве и внедрении, а не завоевании.

## Последствия
Украинские власти удержали контроль над Харьковской областью. По состоянию на февраль 2015 года в регионе были задержаны более 700 сепаратистов. Согласно словам собеседников Русской службы Би-би-си из числа активистов Антимайдана, по состоянию на 2015 год пророссийская оппозиция в городе затихла из-за давления властей и страха боевых действий, аналогичных войне на Донбассе.

### Терроризм и диверсии
С уходом в подполье пророссийские сепаратисты сменили методы ведения борьбы на террористические и диверсионные. Управление СБУ в Харьковской области заявило, что в общем счёте в течение 2014 года на территории области совершено 29 террористических актов, 16 правонарушений квалифицированы как диверсии. Кроме того, по словам силовиков, они успели предотвратить 4 теракта, разоблачили 6 фактов содействия и 10 фактов финансирования террористической деятельности.

### Нарушения прав человека
Жёсткое подавление сепаратизма было сопряжено с беззаконием со стороны правоохранительных органов и игнорированием ситуации украинскими властями несмотря на фиксацию фактов правозащитными организациями. Органы правопорядка, помимо непосредственных действий, игнорировали правонарушения со стороны праворадикальных организаций, а СБУ не имела никаких механизмов надзора. При этом само украинское общество, согласно статистическим данным, демонстрировало определённый уровень толерантности к такой ситуации: каждый четвёртый украинец был готов мириться с незаконным насилием и пытками со стороны правоохранительных органов.

## Роль России в организации беспорядков
Наличие среди активистов Антимайдана приезжих россиян не отрицалось активистами Антимайдана, но ими отрицалась какая-либо значимость роли этих россиян в протестах. Россиянин Арсен Павлов — участник войны на Донбассе, известный под позывным Моторола — в интервью заявлял, что его подразделение впервые участвовало в боевом столкновении «14 марта 2014 в городе Харькове на улице Рымарской». При этом пресс-секретарь харьковской прокуратуры Вита Дубовик в 2015 году констатировала, что среди фигурантов дел о массовых беспорядках нет граждан России.
По версии депутата Верховной Рады Виталия Данилова, драку во время мирного митинга 1 марта устроили граждане России. По его словам, в Харьков приехали более двух тысяч россиян на автобусах из Белгородской области, «именно они начали бить сторонников Евромайдана и устраивать беспорядки. До их прибытия митинг в Харькове был исключительно мирным». Сразу после совершения провокации россияне якобы уехали домой.
По словам губернатора Харьковской области Игоря Балуты, в ходе его переговоров с активистами Служба безопасности Украины фиксировала звонки в Россию, исходившие от членов переговорных групп активистов и совпадавшие по времени с переговорными сессиями.